# موصاط (الجوف)
وهي بالقرب من قرية مجزاع التي تتوسط سوق العنان وموصاط
موصاط هي إحدى قرى الجمهورية اليمنية. تتبع جغرافيا لمحافظة الجوف و إداريًا لمديرية برط العنان. يبلغ تعداد سكانها 2518 نسمة حسب الإحصاء الذي أجري عام 2004.